# Kibumba
Kibumba est une localité de l'est de la république démocratique du Congo, chef-lieu de territoire de la province du Nord-Kivu.

## Géographie
Elle est située sur la route nationale RN2 à 20 km au nord du chef-lieu provincial Goma.

## Administration
Chef-lieu territorial, la localité ne figure pas avec le statut de commune rurale pour la répartition des sièges des élections de 2018.